# Amtsgericht Neuhaus an der Oste

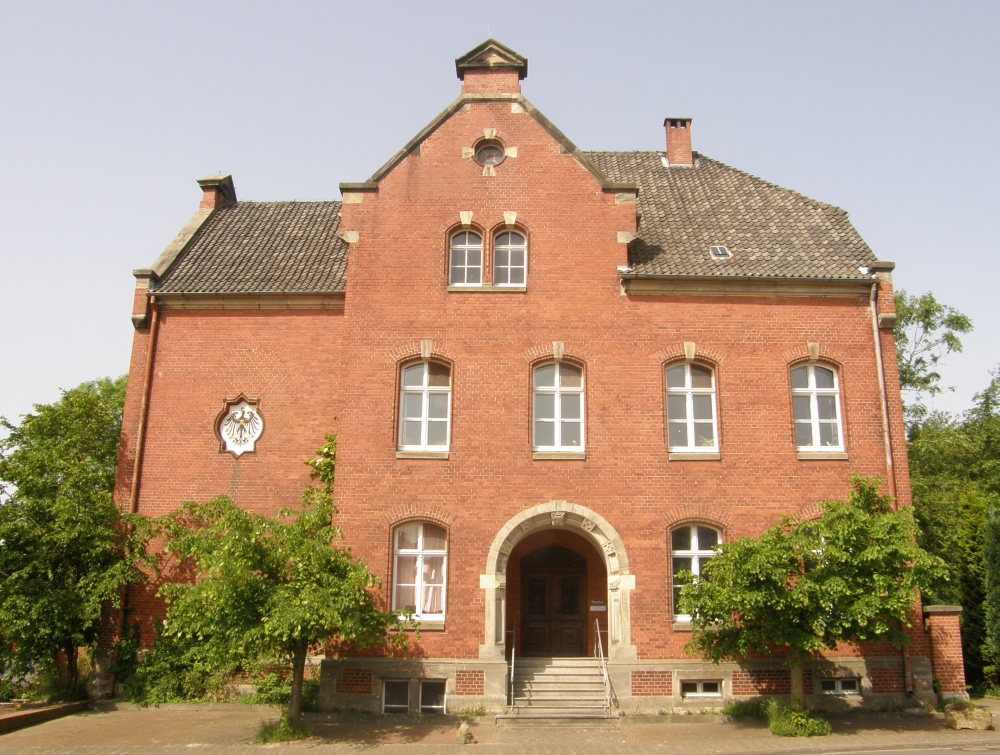
Gerichtsgebäude

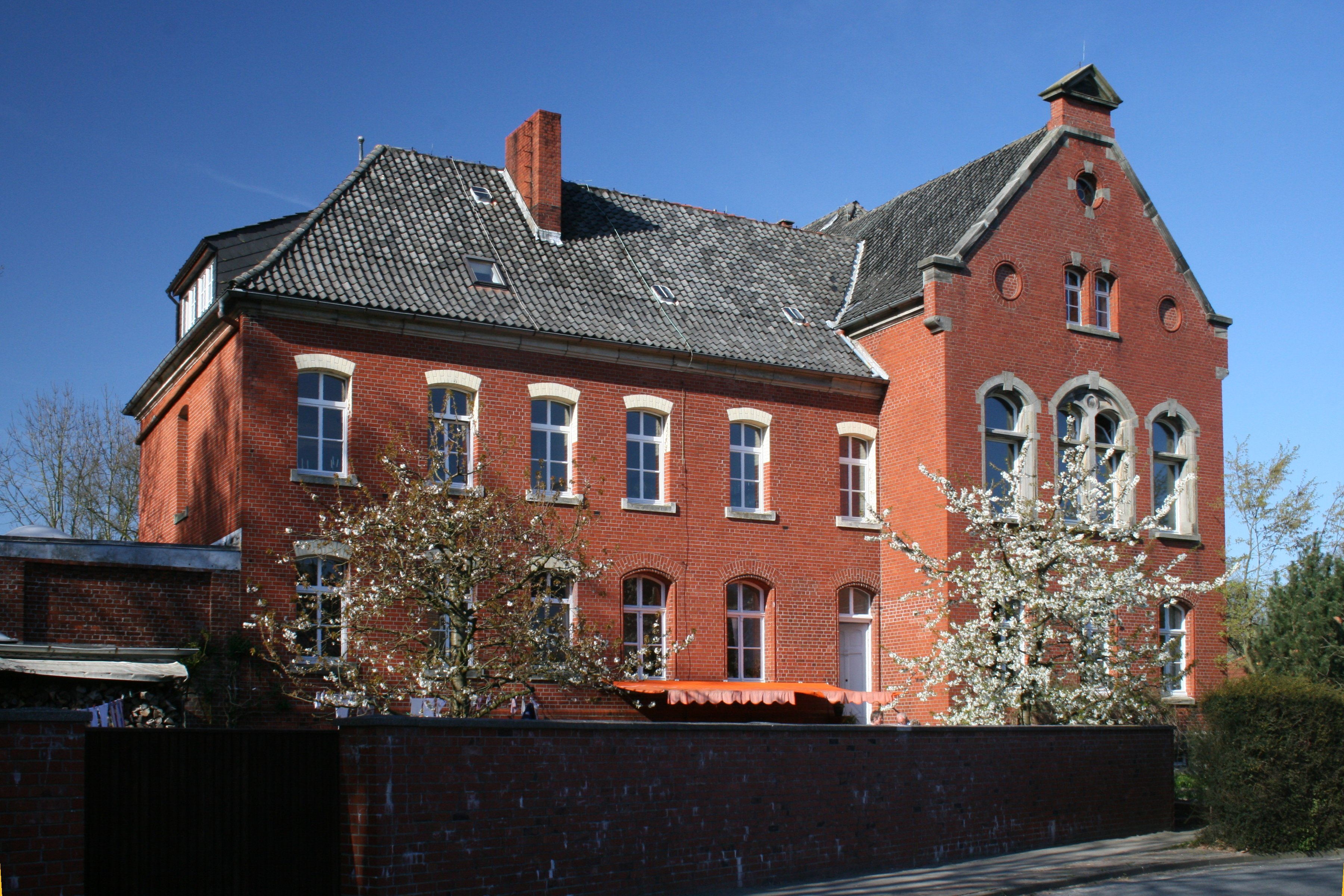
Gefängnisgebäude

Das Amtsgericht Neuhaus an der Oste war ein Gericht der ordentlichen Gerichtsbarkeit in Neuhaus an der Oste in Niedersachsen.

## Geschichte
Nach der Revolution von 1848 wurde im Königreich Hannover die Trennung der Rechtsprechung von der Verwaltung umgesetzt und die Patrimonialgerichtsbarkeit abgeschafft.
Das Amtsgericht wurde daraufhin mit der Verordnung vom 7. August 1852 die Bildung der Amtsgerichte und unteren Verwaltungsbehörden betreffend als königlich hannoversches Amtsgericht gegründet.
Es umfasste das Amt Neuhaus an der Oste.
Das Amtsgericht war dem Obergericht Stade untergeordnet. Mit der Annexion Hannovers durch Preußen wurde es 1866 zu einem königlich preußischen Amtsgericht in der Provinz Hannover.
Mit den Reichsjustizgesetzen wurde 1879 die Gerichtsorganisation reichsweit einheitlich geregelt. Das Amtsgericht Neuhaus blieb bestehen. Der Amtsgerichtsbezirk umfasste das Amt Neuhaus. Das Amtsgericht Neuhaus war eines von elf Amtsgerichten im Bezirk des Landgerichts Stade im Gebiet des Oberlandesgerichts Celle. Das Gericht hatte damals eine Richterstelle und war ein kleines Amtsgericht im Landgerichtsbezirk.
Es wurde 1973 aufgelöst und sein Gerichtsbezirk dem des Amtsgerichts Otterndorf zugeordnet.

## Gerichtsgebäude
Das zweigeschossige Gerichtsgebäude Amtshof 1 in Backstein mit mittigem dreigeschossigem Giebelrisalit mit rundbogigen Portal, wurde bis 1896 im Stil der Neurenaissance nach Plänen des Baurats König und Regierungsbaumeisters Hoschke gebaut. Die Zellen des Gefängnistrakts wurden bis 1970 benutzt. Heute ist das Haus im Privatbesitz und steht als Einzeldenkmal aufgrund seiner geschichtlichen Bedeutung unter Denkmalschutz (siehe auch Liste der Baudenkmale in Neuhaus (Oste)).
Westlich an das Gerichtsgebäude angebaut steht das zweigeschossiger Gefängnisgebäude von 1896 in Backstein mit ziegelgedecktem Walmdach. Die zurückhaltende Fassaden wurden mit kleinen segmentbogigen Fenstern gestaltet.